# Barbula catenulata
Barbula catenulata är en bladmossart som beskrevs av Hugh Neville Dixon 1942. Barbula catenulata ingår i släktet neonmossor, och familjen Pottiaceae. Inga underarter finns listade i Catalogue of Life.